# Controffensiva britannica in Africa Orientale Italiana
La conquista britannica dell'Africa orientale italiana fu la grande offensiva combinata delle forze imperiali britanniche diretta ad occupare i possedimenti italiani in Etiopia, Eritrea e Somalia ed a restaurare l'Imperatore Hailé Selassié sul regno d'Abissinia.
La campagna ebbe inizio nel gennaio 1941; le forze imperiali britanniche, ben equipaggiate e molto mobili, superarono la resistenza delle numerose ma deboli forze italiane e coloniali sia in Eritrea che in Somalia; entro aprile 1941 caddero Massaua ed Addis Abeba. L'intera Africa Orientale Italiana venne conquistata e tutte le truppe italiane furono catturate. Le ultime resistenze vennero superate nel novembre 1941. 

## Storia

### Forze in campo
Il generale Archibald Wavell, comandante in capo del teatro del Medio Oriente (che comprendeva il Corno d'Africa), progettò una vasta controffensiva da parte delle forze inglesi, indiane, sudafricane e africane a sua disposizione, diretta su due fronti:
- il fronte settentrionale, guidato dal tenente generale William Platt, con la 4ª  e la 5ª Divisione fanteria anglo-indiana. L'attacco prevedeva l'avanzata dal Sudan in Eritrea.
- il fronte meridionale, guidato dal tenente generale Alan Cunningham, con la 11ª e la 12ª Divisione africana e la 1ª Divisione fanteria sudafricana. L'attacco prevedeva l'avanzata dal Kenya attraverso la Somalia italiana.

Un terzo fronte sarebbe creato dalle forze anfibie che avrebbero riconquistato il Somaliland dal mare.
Secondo il piano, tutte e tre le forze avrebbero dovuto convergere nella capitale: Addis Abeba.

### Fronte settentrionale
Nel gennaio 1941, iniziò la pressione inglese che portò alla evacuazione italiana di Cassala e dei villaggi sudanesi conquistati; le due divisioni indiane coinvolte nella manovra, la 4ª e la 5ª, mossero verso Cassala e la linea Cherù-Aicotà  inoltrandosi poi nel territorio della colonia italiana. Vista la precarietà delle linee di rifornimento e l'assoluto dominio dell'aria da parte inglese, il 20 gennaio il comando italiano decise il ripiegamento dei 17 000 uomini disposti sulla linea del fronte. La ritirata fu però intempestiva, espondendo le due colonne che dovevano ripiegare su Agordat agli attacchi aerei avversari e al successivo attacco terrestre degli anglo-indiani, molto meglio forniti di mezzi di trasporto degli italiani. La colonna proveniente da Aicotà dovette pertanto distruggere i materiali e le armi prima della resa mentre quella di Cherù arrivò ad Agordat dissanguata dai combattimenti protratti tra il 27 e il 30 gennaio.
Successivamente le truppe rimaste ripiegarono su Cheren, dove si combatté la successiva battaglia, decisiva per le sorti dell'Africa Orientale Italiana.

### Fronte meridionale
Il generale Alan Cunningham assunse il comando in Kenya nel novembre 1940 e nei mesi seguenti riorganizzò e concentrò le sue forze dietro il fiume Tana; grazie all'afflusso di ingenti rinforzi dal Sudafrica e di grandi quantità di armamenti, mezzi motorizzati ed equipaggiamenti il comandante britannico costituì una forza combattente molto mobile. Winston Churchill fin dal mese di novembre 1940 aveva esercitato pressioni sul generale Wavell perché utilizzasse attivamente le forze schierate in Kenya che stavano per essere rinforzate con l'arrivo di una brigata sudafricana inviata dal generale Jan Smuts, ma in un primo tempo il generale Cunningham propose di rinviare l'offensiva sul fronte meridionale fino a maggio o giugno 1941 e durante la riunione al Cairo del 2 dicembre il generale Wavell apparentemente concordò con queste indicazioni. Dopo ulteriori pressioni del Primo Ministro, infine il comando britannico del Medio Oriente decise di accelerare le operazioni e il generale Cunningham ricevette ordine di sferrare la cosiddetta "operazione Canvas" tra il 10 e il 15 febbraio 1941, prima della stagione delle piogge.
Il corpo di spedizione britannico era formato inizialmente da due divisioni, la 11ª Divisione africana del generale Harry Wetherhall e la 12ª Divisione africana del generale Alfred Reade Godwin-Austen, costituite da quattro gruppi di brigate con 20 000 soldati di provenienza sudafricana, britannica, nigeriana, rhodesiana oltre ai reparti neri della Costa d'Oro. Si trattava di un contingente poco numeroso ma dotato di armamenti potenti: 300 moderni pezzi d'artiglieria e soprattutto oltre 10 000 automezzi che consentirono la completa motorizzazione di tutti i reparti; erano disponibili alcune squadriglie aeree modernamente equipaggiate dell'aviazione sudafricana.